# Chapelle Notre-Dame-du-Rosaire de Belpech
Pour les articles homonymes, voir Chapelle Notre-Dame-du-Rosaire.
 (juin 2017).
La chapelle Notre-Dame-du-Rosaire est une chapelle située à Belpech dans le département français de l'Aude en région Occitanie.

## Description
- Si vous ne connaissez pas le sujet, laissez ce bandeau (vous pouvez alors contacter les auteurs).
- Si vous supprimez le contenu mis en cause (vous pouvez préalablement contacter les auteurs),

argumentez précisément cette suppression dans la page de discussion
(un manque de référence n'est pas un argument ; une recherche réelle de référence doit avoir été effectuée, être formellement documentée).
Au nord-ouest, on accède à sa porte par un « escalier à nombreuses marches ». Au-dessus de la porte, le clocher, un simple triangle à trois niches, comme il sied à Belpech, pays de la Trinité. À l'extrémité opposée, le chœur... Sur le plan cadastral, l'église occupe les numéros 458-453-452-460. Édouard Laffont présume qu'elle devait avoir quelque 20 mètres de long sur 10 mètres de large, ce qui est, peut-être, un peu forcé, pour la largeur. La porte d'entrée et l'escalier d'accès sont au no 458 du plan, le chœur au no 460 qui, par sa forme, en esquisse le début. Pour pouvoir loger le prêtre, Raymond Sirven a utilisé la parcelle portant le N° cadastral 457, près de la porte de l'église. À l'autre extrémité, au sud-Est, au no 459, du plan cadastral, a été construit un autre local voûté pourvu de deux larges ouvertures gothiques ... M. Édouard Laffont présume que cette partie, attenante au chœur, devait servir de sacristie... Étant donné la forte différence de niveau, il faut monter de cette sacristie à la chapelle par un vaste escalier tournant, en larges pierres dont on peut voir les vestiges et le tracé incurvé sur place. Les deux parties extrêmes de cette construction religieuse ont été reliées, sur leur façade Sud-Ouest, par un cloître « ou passage couvert, adossé au mur de soutènement », c'est-à-dire sur les Numéros cadastraux 451 et 454.

## Historique
En 1344, Raymond Sirven, habitant de Belpech, décide de construire, à ses frais, sur la pente du Castelas, près du château-fort, une chapelle, pour faciliter, au public, l'audition de la messe et pour y avoir lui-même, sa sépulture au titre de Fondateur. Il demande au Pape Clément VI l'autorisation d'élever, là, une chapelle dédiée à Sainte Marie Magdelaine, avec un clocher et des cloches. Elle serait desservie par un prêtre qu'il rémunérerait. La réponse, favorable, du Pape Clément VI est arrivée le 2 des nones de juillet 1344 / 13 juillet 1344. Il a fallu conquérir le sol pour que la base soit solide et confier le travail au ouvriers de l'église paroissiale St. Saturnin.
Fin XVIIe siècle., en 1682, le séminaire du Castelas est fondé. La sacristie est désaffectée pour être transformée en réfectoire et surélevée d'un étage. Des Oblats de Marie y instruisent des jeunes qui deviendront prêtres, avocats, docteurs en Droit, médecins, chirurgiens, professeurs... Un conflit entre le personnel du Séminaire et les Consuls fait qu'en 1773, Maitre Lacroix, décédé, est le dernier supérieur du Séminaire. Sous l'influence dominicaine, cette chapelle a changé de dédicace pour devenir Notre Dame du Rosaire, Notre Dame de la Chapelle, Vénérable Chapelle, Notre Dame de la Chapelle, Notre Dame de Beaupy (c'est cette dernière appellation qui est restée) selon les actes notariés des XVIIe et XVIIIe siècles.
Ses revenus proviennent du culte et des obits, qui sont des rentes perpétuelles, affectées aux églises pour faire dire, tous les ans, des messes aux intentions de donateurs. Cette, chapelle, comme beaucoup d'autres, a été victime de la Révolution. Le 4 mai 1792 ses deux cloches ont été envoyées à Castelnaudary. Avec son mobilier, modeste, elle a été vendue comme bien national.
Des tableaux, admirés par le marguillier Astruc, représentant le Baptême de Jésus et le fuite en Égypte, ont disparu. Celui de St. Antoine dans le désert, d'école espagnole, et un Christ sur bois du XVIIe siècle, dans son cadre doré, avec petits anges et crane, sont conservés. La petite statue, en bois, de Notre-Dame du Rosaire a été l'habitante de ces lieux la plus vénérée, la plus protégée, et la plus protectrice, et la plus miraculeuse (nombreuses plaques de remerciements dans sa chapelle actuelle au fond de l'église St. Saturnin du village)., Les fureurs révolutionnaires ont tenté de s'en emparer. La population l'a maintenue cachée, dans l'un des trous masqués, du séminaire, puis, plus tard, en bas, dans la sombre chapelle du St. Sépulcre. On l'a, vainement et sans empressement, cherchée. Le vente a fini par s'accomplir sans elle et elle est ressortie de son refuge d'en haut le 7 octobre 1792 pour rejoindre son refuge d'en bas. Les pèlerinages au Castelas ont été énormes aux XVIe, XVIIe et XVIIIe siècles. À la fin août depuis 1909. En robe et manteau robe et bleu d'abord, puis sous une dorure générale. Il est à remarquer l'air et le geste durs du petit enfant Jésus dans les bras de sa mère. Il regarde quelque chose qui le raidit sensiblement.
Modèle:Aujourd'hui; en 2018, ce culte, à l'état latent, s'est très réduit. Reste un mystère non négligeable: il y a une très vieille statue de pierre, dite de la vierge enceinte, qui a perdu sa coiffe et que Fernand Canal attribue à Sainte Marie Magdeleine, surtout par sa chevelure. La main, posée sur son ventre gonflé, est démesurée et donne l'impression d'appeler toute main en détresse désirant se consoler ou trouver un espoir. Elle doit avoir fait l'objet d'une ferveur populaire guérisseuse. N'appartenant plus au nouveau culte du Rosaire, elle serait restée dans l'ombre protectrice de l'oubli sans disparaître complètement. Elle aussi, attend. Elle pourrait être la Sainte de l'origine de la chapelle du Castelas. Elle aurait, alors, survécu à la disparition de son nom primordial., la crypte de la chapelle du Castales contient la sépulture de son fondateur Raymond Sirven, des moines, prêtres et enseignants qui ont servi là. Environ une quinzaine. Sur les murs des ruines de cette chapelle, un examen attentif remarque, sous une fine couche de revêtement plus récent écaillé, un décor jaune aux traits bruns dont on ne distingue pas encore les figures, mais des plis de tentures ou de tissus semblent y apparaître.
Cette chapelle Notre Dame du Rosaire (1344) du Castelas de Belpech n'est pas à confondre avec l'Abbaye de Vajal, bénédictine puis cistercienne, disparue, beaucoup plus ancienne (durée de 1120 à environ 1196) et à localisation probable du côté de Garnac, en direction, Nord du Château fort de Belpech (Cf. travaux du frère Vincent Ferras o.s.b., ancien moine d'En Calcat, dont les conclusions coïncident avec celles d’Édouard Laffont et de Fernand Canal.
L'édifice est inscrit au titre des monuments historiques en 1948.

## Mobilier
Il y avait notamment dans cette chapelle : 
- La statue de Notre-Dame du Rosaire ;
- Un tableau représentant saint Antoine du désert, œuvre attribuée probablement à un élève de l’école espagnole de Zurbaran, 1588 -1664 à Madrid, qui n'a pas signé ;
- Un crucifix, surmontant une tête de mort sur un cadre noir avec bordure dorée où se note une influence janséniste par la tête intégralement tournée vers le ciel. La position initiale des bras, actuellement catholiquement, étendue, n'a pas été établie. Il y a, plusieurs cassures dans ces bras aux couleurs modifiées. On peut supposer qu'ils devaient être plus levés, en harmonie avec la position de la tête ;
- Un tableau de la fuite en Égypte.

## Notes et références

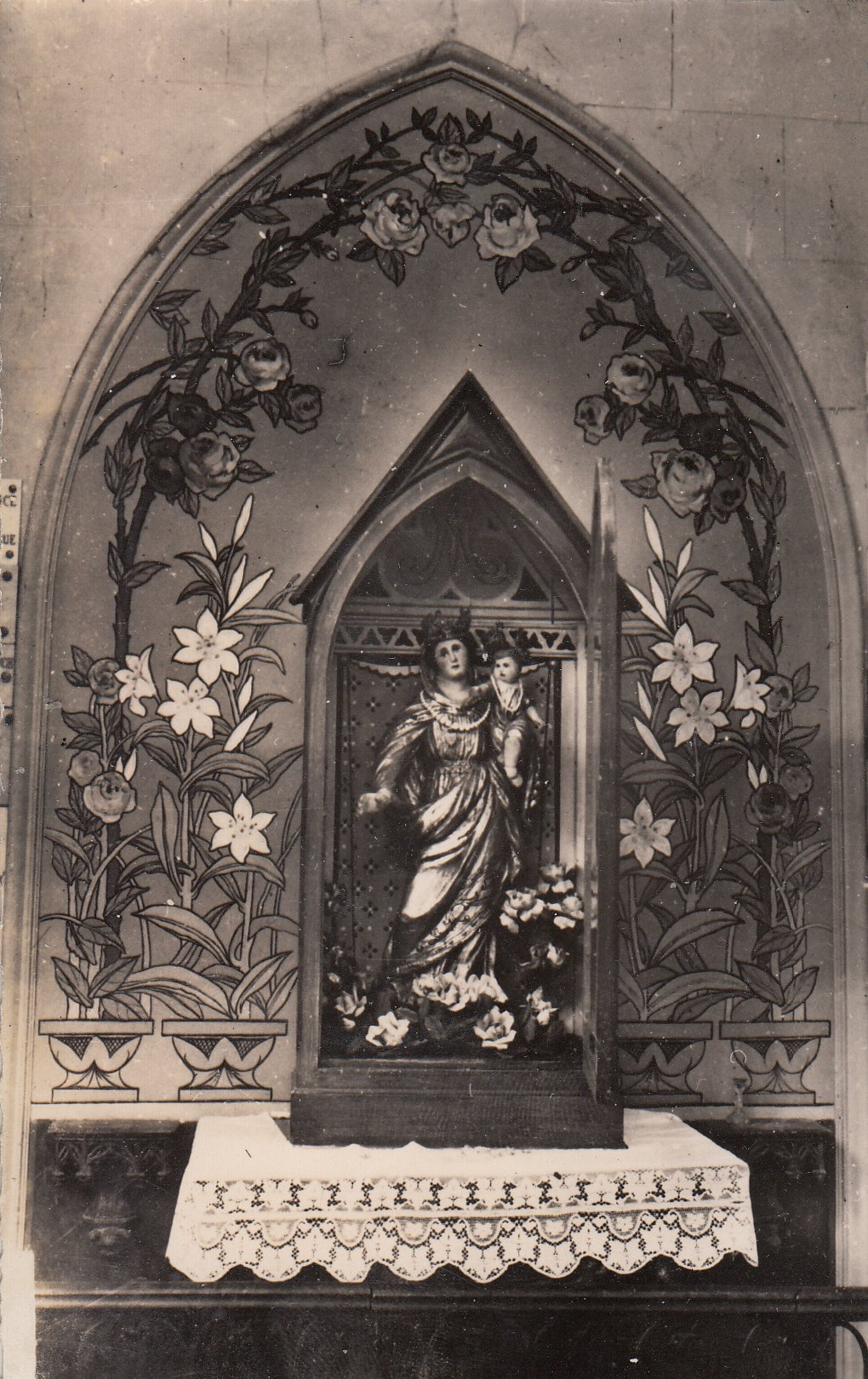
Véritable statue Notre Dame de Beaupuy (Belpech 11420) dite aussi Notre Dame du Rosaire de Belpech.

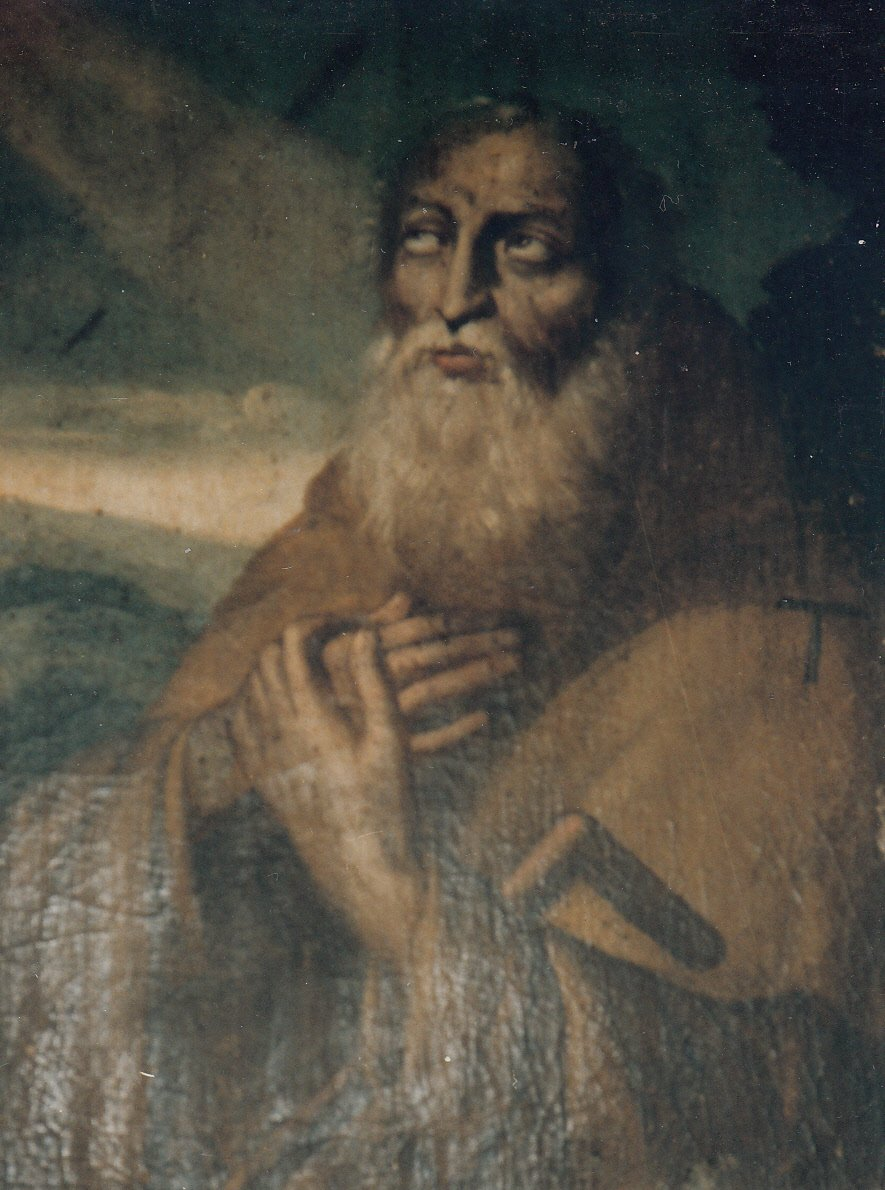
Saint Antoine du désert

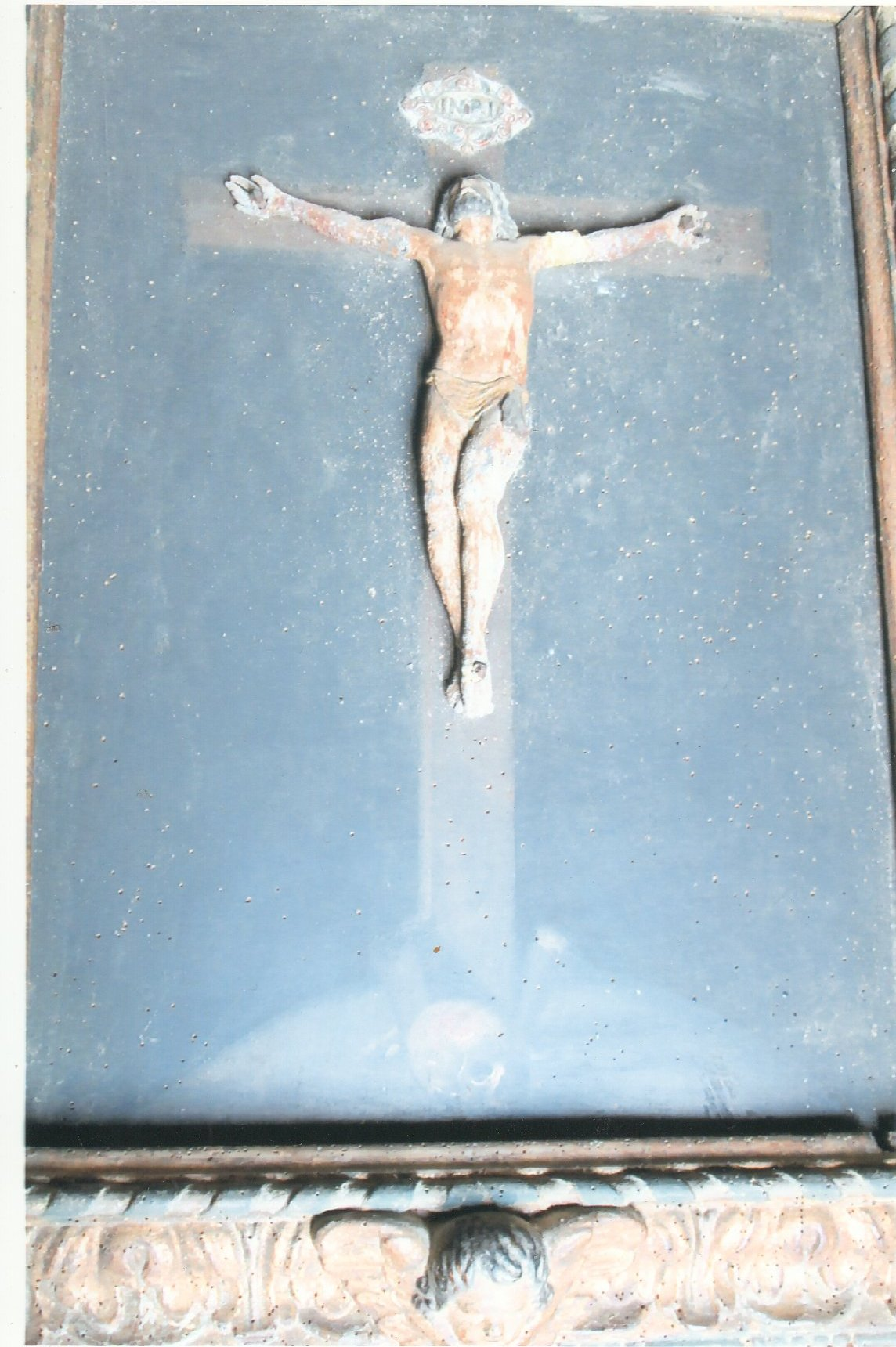
Crucifix

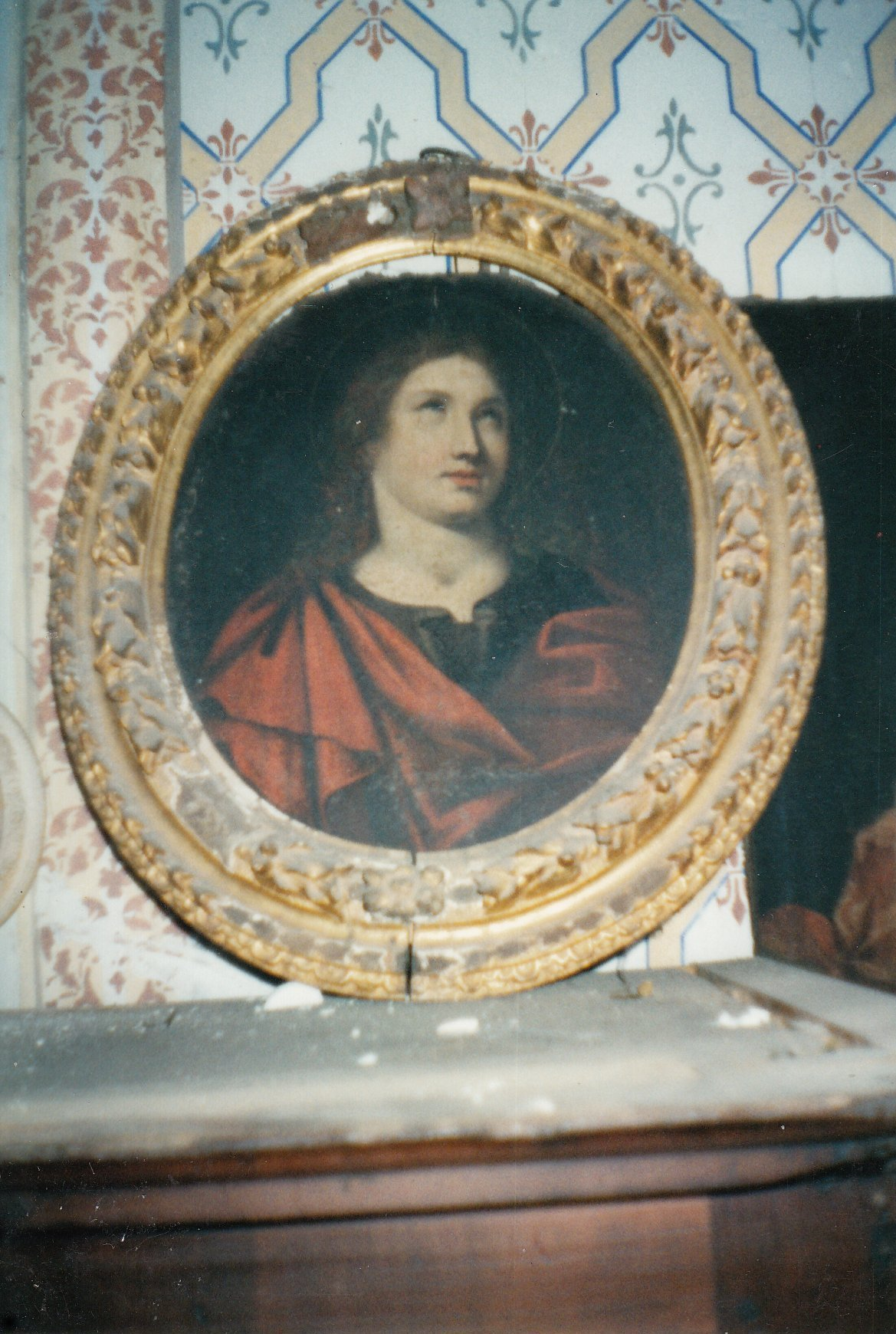
Sainte Marie-Magdelaine Patronne de cette chapelle à la construction